# Норадреналин
Норадреналинът или норепинефринът е невротрансмитер и хормон. Отделя се от сърцевината на надбъбречните жлези. Той повишава кръвното налягане и учестява сърдечната дейност. Отделя се при стрес и физическо натоварване заедно с другия хормон на сърцевината на надбъбречните жлези – адреналин. Секрецията му се контролира от адренокортикотропния хормон от предния дял на хипофизата. Неговата секреция се повишава от амфетамините, като освен това се блокира и разграждането му, затова употребяващият се чувства бодър и весел и има прилив на енергия. Този прилив на норадреналин повишава издръжливостта на употребяващия, а отпадналостта му, след отшумяване на действието на наркотика, води до липса на енергия и много силна умора.